# Вишнёвое (Згуровская община)
Вишнёвое (укр. Вишневе) — село, входит в Згуровскую поселковую общину Броварского района Киевской области Украины. До 2020 года входило в состав Згуровского района.
Население по переписи 2001 года составляло 17 человек. Занимает площадь 25,146 км².

## Местный совет
Село Вишнёвое относится к Жовтневому сельскому совету.
Адрес местного совета: 07652, Киевская обл., Згуровский р-н, с. Жовтневое, ул. Крикуна, 2.

## История
Село возникло на том месте где был один из Оржицко- Безбородьковсковских хуторов. Оно впервые упоминается в 1700 году. Губернский архив Полтавы свидетельствует, что в начале XVIII века Яков Безбородько купил землю у Яготинского козака Ивана Федоровича Онищенко около речки Оржица и на ней основал хутор Безбородьков. Хутор есть на карте 1812 года как Оржицкий.
В 1911 году на хуторе Оржицко- Безбородьковском была Александро-Невская церковь и проживало 2064 человека (1034 мужского и 1030 женского пола). В Киевском областном архиве имеется исповедная ведомость Александро-Невской церкви за 1918 год. В 1920-е годы на собрании граждан было решено назвать село Новая Оржица.
До 1950 года населённый пункт назывался посёлком Петровский.